# Brian Kaltack
Brian Kaltak (30 de septiembre de 1993 en Erakor) es un futbolista vanuatuense que juega como defensor en el Central Coast Mariners Football Club australiano. Su hermano Tony y su primo Jean también son futbolistas.

## Carrera
Comenzó a jugar al fútbol en el Hekari United papú. En 2012 pasó al Erakor Golden Star, con el que logró el subcampeonato en la Primera División de Vanuatu. A principios de 2013, estaba a punto de regresar al Hekari, pero gracias a sus buenas actuaciones en una serie de amistosos entre el Erakor y el Solomon Warriors FC, este último decidió contratarlo. Finalmente volvería al club papú en 2014. Ese mismo año se incorporó al Amicale para disputar la Copa Presidente de la OFC. En 2016 regresó al Solomon Warriors y en 2017 pasó al Erakor Golden Star. Ese mismo año viajaría a Nueva Zelanda para firmar con el Tasman United de la primera división de ese país, aunque dejó el elenco a principios de 2018 por el Lautoka fiyiano.

### Clubes
| Club                                 | País               | Año             |
| ------------------------------------ | ------------------ | --------------- |
| Hekari United                        | Papúa Nueva Guinea | 2011 - 2012     |
| Erakor Golden Star                   | Vanuatu            | 2012 - 2013     |
| Solomon Warriors                     | Islas Salomón      | 2013            |
| Hekari United                        | Papúa Nueva Guinea | 2014            |
| Amicale                              | Vanuatu            | 2014 - 2016     |
| Solomon Warriors                     | Islas Salomón      | 2016 - 2017     |
| Erakor Golden Star                   | Vanuatu            | 2017            |
| Tasman United                        | Nueva Zelanda      | 2017 - 2018     |
| Lautoka                              | Fiyi               | 2018            |
| Auckland City                        | Nueva Zelanda      | 2018 - 2022     |
| Central Coast Mariners Football Club | Australia          | 2022 - Presente |

### Selección nacional
Con la selección vanuatuense sub-20 logró el tercer lugar en el Campeonato de la OFC 2011, donde le anotó un gol a Samoa Americana. En la categoría sub-23 fue nuevamente tercero en el Torneo Preolímpico de la OFC 2012 y subcampeón en la fase de clasificación a los Juegos Olímpicos de Río de Janeiro 2016 en el marco de los Juegos del Pacífico 2015.
Hizo su debut con la selección mayor en los Juegos del Pacífico 2011. Posteriormente llegó a disputar la Copa de las Naciones de la OFC 2012 y 2016, marcando un gol en ambas competiciones respectivamente, en 2012 frente a Samoa y en 2016 ante Fiyi.